# Real portoghese
Il real portoghese (plurale reais o réis) fu la valuta ufficiale del Portogallo dal XV secolo fino al 1911.
Introdotto intorno al 1380 con un valore di 120 dinheiros, all'inizio del regno di Edoardo (intorno al 1433) divenne l'unità monetaria di base del sistema portoghese, col valore di 840 dinheiros.
Nel 1837 venne decimalizzato con l'introduzione di nuove monete e, nel 1847, per la prima volta il Banco de Portugal stampò banconote. Dal 1854 al 1891 il real adottò il gold standard (1,62585 grammi d'oro puro per 1000 réis).
Con la proclamazione della repubblica portoghese, nel 1910, il real venne sostituito dall'escudo, in ragione di 1000 a 1.

## Nome e simbolo
Il nome real rimanda alla monarchia e all'indipendenza portoghese ed è un omaggio al re Alfonso IV, sotto il cui lungo regno (1325-1357) venne coniato come soprannome per indicare la moneta nazionale, all'epoca il dinheiro. Questa parola derivava, a sua volta, dal denario romano.
Nel 1433 il Portogallo adottò il real branco, pari a 840 dinheiros; dalla fine del XV secolo il nome fu semplificato in real. Dopo la fine della dominazione spagnola (1640), il plurale venne modificato da reais in réis.

## Monete e banconote

### Monete
Nel corso della sua storia, il real conobbe diversi tagli monetari. Il pezzo da 1 real venne prodotto per l'ultima volta negli anni 1580, dopodiché la moneta più piccola rimase quella da 1½ réis. Intorno al 1780 anche questa moneta cessò di essere prodotta e il taglio minore divenne quello da 3 réis, la cui produzione continuò sin verso la fine del XIX secolo.
La moneta principale, all'inizio del XVIII secolo, era la peça, dal valore di 6400 réis, rivalutata a 7500 dopo il 1826. Con l'inizio del XIX secolo, nuove monete vennero coniate in rame (3, 5, 10, 20 e 40 réis), argento (50, 60, 100, 120, 240 e 480 réis) e oro (480, 800, 1200, 1600, 3200 e 6400 réis).

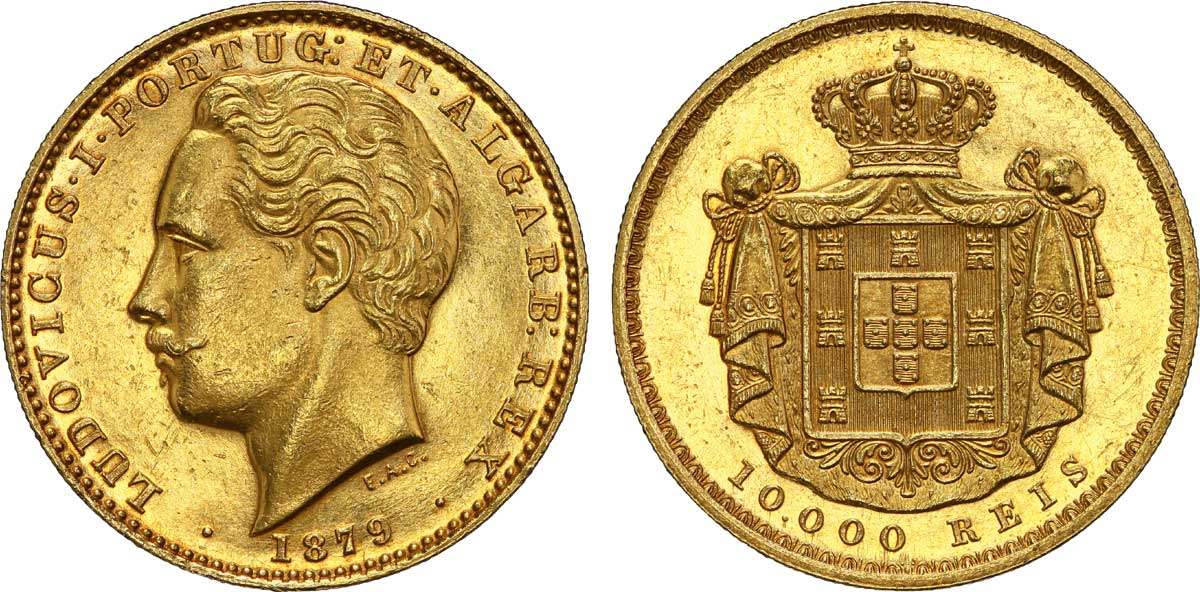
Moneta d'oro da 10000 réis a nome di Luigi I (1879)

La decimalizzazione del real comportò l'introduzione di monete da 3 (solo fino al 1875), 5, 10 e 20 réis in rame (bronzo dopo il 1882); da 50, 100, 200, 500 e 1000 réis in argento e da 1000, 2000, 2500, 5000 e 10000 réis in oro. Nel 1900 vennero coniate per la prima volta monete in rame-nichel, nei tagli da 50 e 100 réis.

### Banconote
In Portogallo, la cartamoneta arrivò nel 1797, quando il Governo stampò tagli da 1200, 2400, 5000, 6400, 10000, 12000 e 20000 réis. Furono stampati per dieci anni e circolarono, sovrastampati, durante le Guerre Liberali del 1828-1834.
Molte banche stampavano cartamoneta propria: ad esempio il Banco de Lisboa stampava biglietti denominati sia in réis (1200 e 1400) che in moedas, unità monetaria del valore di 4800 réis (1, 4, 10, 20, 50 e 100). Il Banco Commercial de Braga, il Banco Commercial do Porto, il Banco de Guimarães e il Banco Industrial do Porto furono le altre banche che ottennero l'autorizzazione a stampare cartamoneta dal Governo portoghese, dagli anni venti del XIX secolo fino al 1887.
La prima serie di banconote prodotte dal Banco de Portugal venne introdotta nel 1847: si trattava dei tagli da 10000 e 20000 réis. Nel 1883 venne introdotto il biglietto da 5000, nel 1886 quello da 50000 e, nel 1891, i biglietti da 50 e 100 réis (prodotti direttamente dalla Casa de Moeda) e quelli da 200, 500, 1000 e 2500 réis prodotti dal Banco de Portugal. L'ultimo taglio introdotto fu quello da 100000 réis, nel 1894.

## Storia

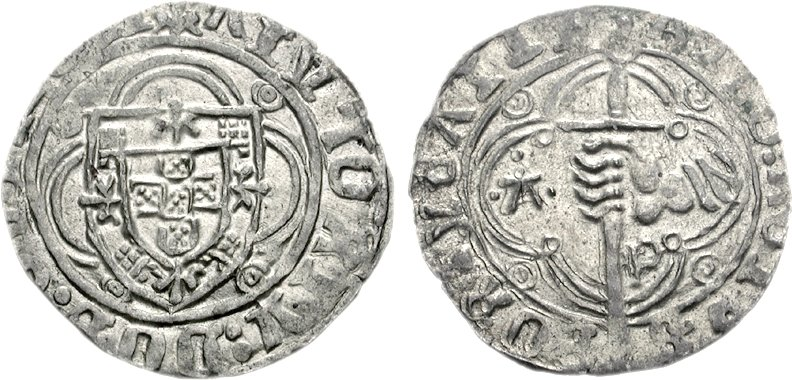
Un espadim di Alfonso V (1438-1481)

Al tempo del re Alfonso Henriques, primo sovrano del Portogallo indipendente (1143-1185), erano ancora in circolazione vecchie monete romane (denarii ed aurei), così come monete di León e degli Stati musulmani della penisola iberica. Proprio per imitare i dirham e i dinar degli Arabi, i primi re portoghesi fecero coniare i morabitinos d'oro. La moneta base era il dinheiro.
Sotto Alfonso IV, il dinheiro cominciò ad essere conosciuto come alfonsim o real. Il sistema monetario portoghese era confusionario, con il dinheiro e la sua metà, la mealha, coniate in una lega di argento e rame detta biglione. A queste monete si affiancavano tutte le antiche monete romane ed arabe ancora in circolazione. Il disegno del diritto, sui dinheiros, presentava la Croce dell'Ordine del Tempio.

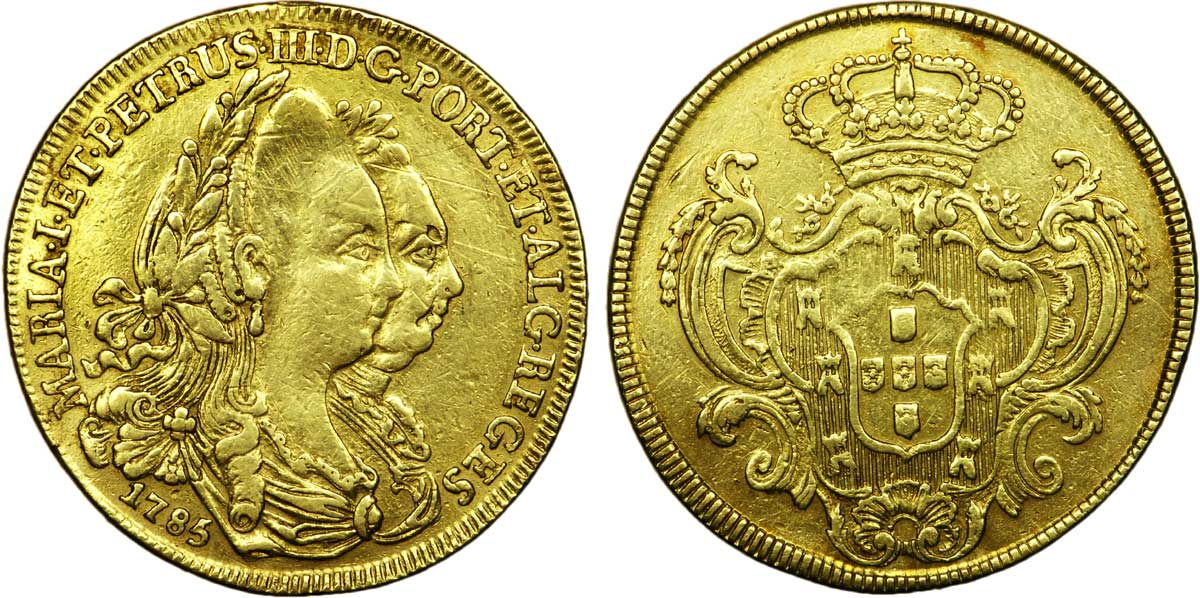
4 escudos del 1785

Per rimediare a questo stato di cose, nel 1380 circa Ferdinando I fece coniare per la prima volta il real, cui assegnò il valore di 120 dinheiros. Era una moneta con una piccola percentuale d'argento (0,83%) del peso di 3 grammi. Questo sovrano introdusse anche altre denominazioni, quali il dobra-peterra, il dobra-gentil, il tornêz (tornese) ed il barbuda. Sotto Giovanni I (1385-1433) venne introdotto il real branco ("bianco") e il real preto ("nero"), la sua decima parte, coniata in rame. Nei primi anni 1430, sotto re Edoardo, il real branco (equiparato ormai a 840 dinheiros) divenne l'unità di base del sistema monetario portoghese. Si trattava di una moneta di buon argento (833 millesimi) e del peso di 2,86 grammi circa. Nel tempo, il real divenne una moneta di rame, sempre più piccola fino a scomparire del tutto; rimasero pertanto i suoi multipli, fino al 1678 coniati a martello e, in seguito, con l'utilizzo di moderne presse meccaniche. Fra le monete divisionali comparivano il ceitil, l'escudo, il cruzado e l'espadim; più tardi arrivò il vintém.
Nel 1837 il real venne riformato, con l'introduzione di monete in base decimale. Nello stesso periodo cominciano a circolare le prime banconote e, dal 1854, viene stabilita la parità aurea di 1,62585 grammi d'oro puro per ogni 1000 réis. Questa quantità, mil-réis o semplicemente milréis (scritto 1$000), divenne la nuova base del sistema monetario ottocentesco: per esempio, la somma di 6000 réis veniva scritta 6$000 e letta seis milréis. Un milione di réis erano un conto de réis. Così quando, nel 1911, l'escudo repubblicano sostituì il real, troppo legato alla forma monarchica di governo, la somma di 1000 escudos conservò il soprannome di conto, perché equivaleva a un milione di vecchi réis. Al cambio del 1º gennaio 1999, 1000 escudos equivalgono a circa 5 euro, motivo per cui in Portogallo la banconota da 5 euro è talvolta chiamata conto ancora oggi.

## L'impero portoghese

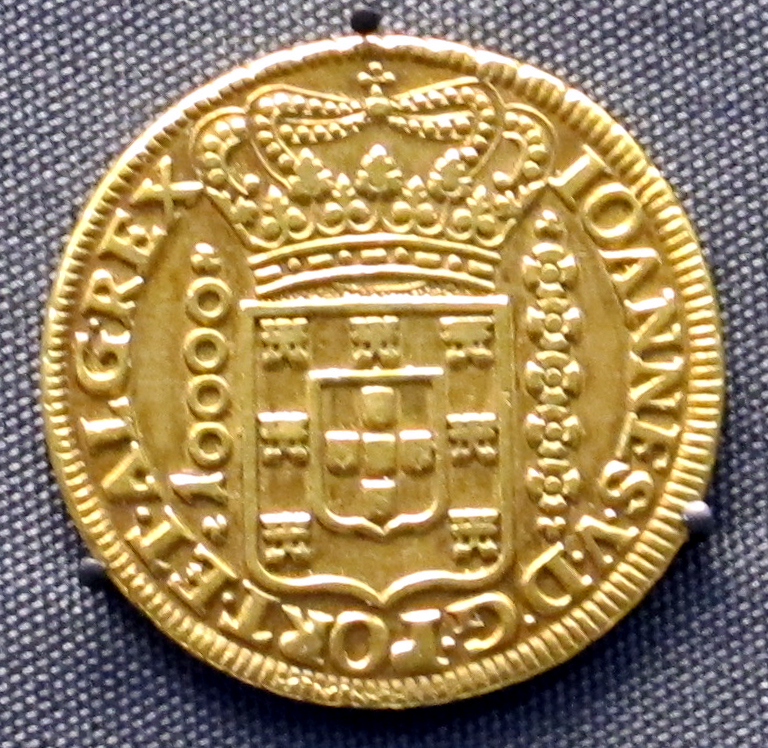
Moneta da 10000 réis coniata in Brasile (XVIII secolo)

Il real era anche la valuta delle colonie portoghesi. Dal 1416 (dopo la battaglia di Ceuta) al 1911 diversi territori sotto il dominio del Portogallo utilizzarono il real e coniarono proprie monete espresse in questa valuta. Ad esempio in Angola (real angolano), a Capo Verde (real de Cabo Verde), nel Mozambico (real de Moçambique), nella Guinea portoghese (real da Guiné) e a São Tomé e Príncipe (real de São Tomé e Príncipe).
Anche le isole di Madeira e delle Azzorre utilizzavano una loro moneta, il real insulano.
In Brasile, dopo l'indipendenza (1822) venne mantenuto il nome di real per l'unità monetaria, conservandolo anche dopo la caduta dell'impero e la trasformazione in repubblica nel 1889. Il real venne sostituito dal cruzeiro nel 1942, ma dal 1994 la moneta del Brasile ha riacquistato l'antica denominazione.